# Attentat de Haft-e Tir
Le 28 juin 1981, une bombe explose au siège du Parti de la république islamique à Téhéran. La République islamique d'Iran a d'abord blâmé la SAVAK et le régime irakien. Deux jours plus tard, Khomeini a accusé l'Organisation des moudjahiddines du peuple iranien. Dans cet attentat à la bombe, Seyyed Mohammad Hosseini Beheshti, secrétaire général du Parti républicain islamique et chef du système judiciaire de la république islamique, et plus de 70 membres du parti républicain islamique sont tués.
Selon The Times, le Parti nationaliste de l'égalité a revendiqué la responsabilité de l'attaque. Plus tard, un tribunal de Kermanshah a exécuté quatre « agents irakiens » pour l'incident, et un tribunal de Téhéran a exécuté Mehdi Tafari pour le même incident. Les forces de sécurité iraniennes ont également accusé les États-Unis, et les « mercenaires internes »,. Selon Ervand Abrahamian, quelle que soit la vérité, la République islamique s'est servie de l'incident pour cibler l'opposition de gauche et l'OMPI en particulier. Selon Kenneth Katzman, il y a eu beaucoup de spéculations parmi les universitaires selon lesquelles cet attentat peut avoir été planifié par des hauts responsables iraniens, pour se débarrasser des rivaux au sein du gouvernement.
Plusieurs places en Iran sont nommées pour commémorer cette attentat, comme la place Haft-e Tir.